# Fremdingen

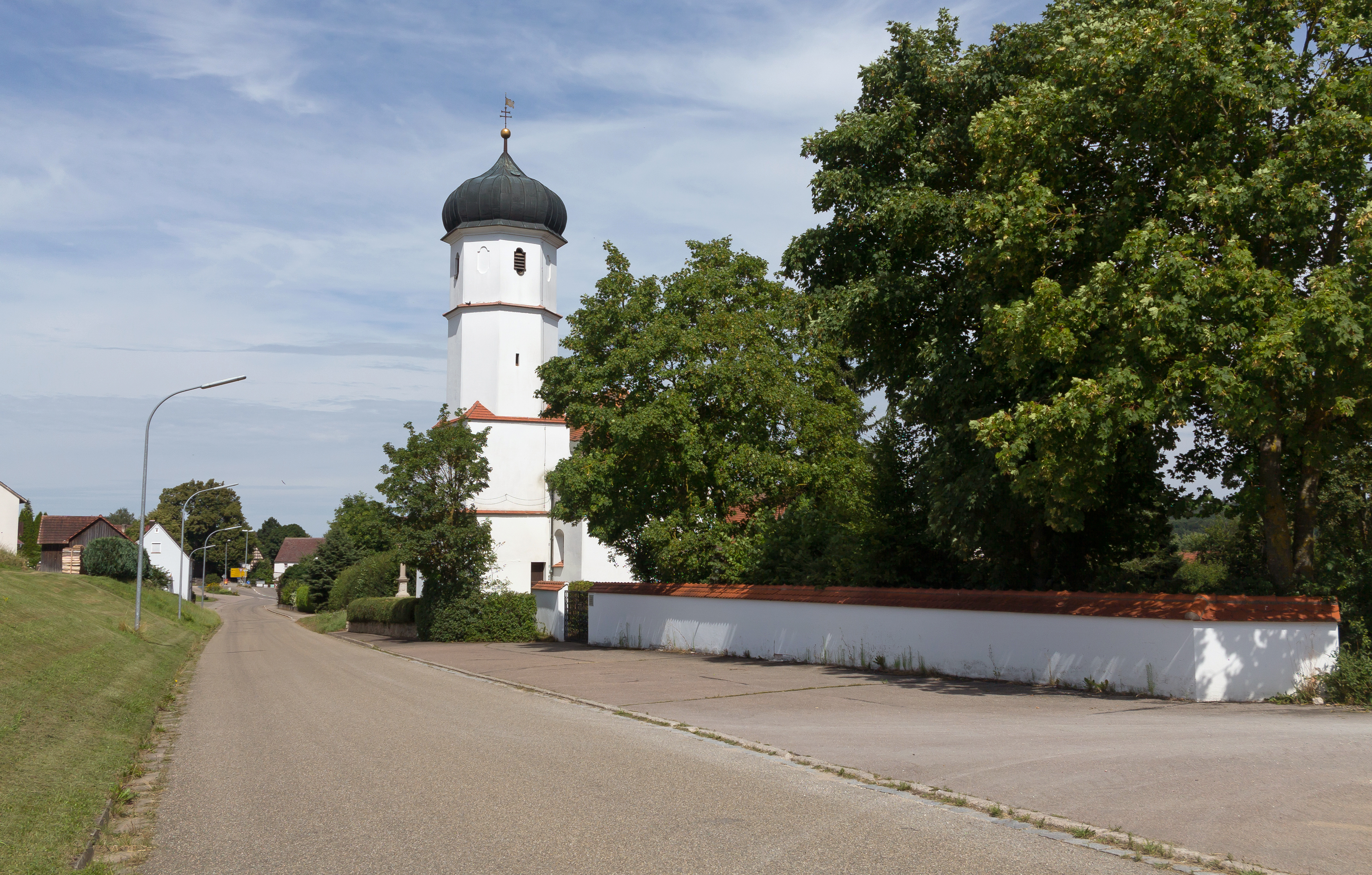
Fremdingen, katholische Kapelle Sankt Leonhard

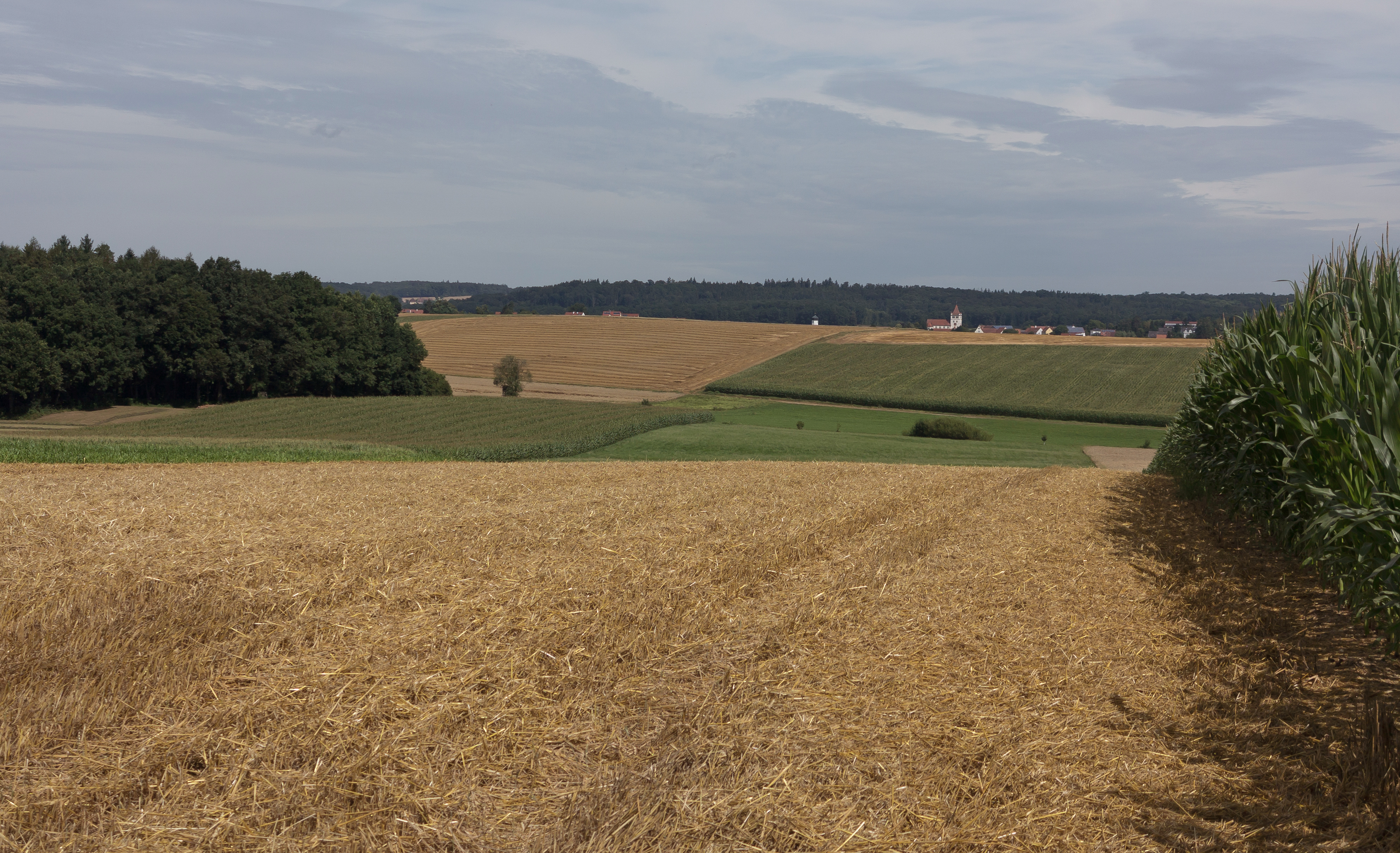
Panorama zwischen Fremdingen und Minderoffingen

Fremdingen (Rieserisch: Fremde) ist eine Gemeinde im schwäbischen Landkreis Donau-Ries.

## Geografie

### Lage
Die Gemeinde liegt in der Region Augsburg, am Nordrand des Nördlinger Rieses und etwa 14 km nördlich von Nördlingen. Im Westen grenzt sie an Baden-Württemberg. Die Mauch, ein Nebenfluss der Eger, durchfließt den südwestlichen Gemeindeteil und den Kernort Fremdingen.

### Gemeindegliederung
Es gibt 15 Gemeindeteile (in Klammern sind der Siedlungstyp und die Einwohnerzahlen Stand 2016?, angegeben):
- Bühlingen (Dorf, 47 E.)
- Eitersberg (Weiler, 23 E.)
- Enslingen (Dorf, 84 E.)
- Fremdingen (Pfarrdorf, 869 E.)
- Grünhof (Einöde, 4 E.)
- Hausen (Pfarrdorf, 254 E.)
- Herblingen (Kirchdorf, 207 E.)
- Hochaltingen (Pfarrdorf, 286 E.)
- Hochstadt (Weiler, 18 E.)
- Nonnenbergmühle (Einöde, 2 E.)
- Oppersberg (Einöde, 10 E.)
- Raustetten (Weiler mit Kirche, 52 E.)
- Schopflohe (Pfarrdorf, 338 E.)
- Seglohe (Kirchdorf, 93 E.)
- Uttenstetten (Einöde, 5 E.)

Die Einöde Erlhof gehört zu Hochstadt.
Gemarkungen sind Fremdingen, Hausen, Herblingen, Hochaltingen, Schopflohe und Seglohe.

## Geschichte
Funde belegen die Anwesenheit von Menschen schon in der Jungsteinzeit. Das Dorf wurde im 6. Jahrhundert n. Chr. von den Alemannen gegründet. Als erster Beleg erscheint um 1193 ein „Gotefrit de Frometingen“ in einer Urkunde des Klosters Kaisheim als Ministerialer der Oettinger Grafen.
Die Ortsadeligen „Frometinger“ dürften ihren Sitz am Fuß des Kirchbergs gehabt haben, also in unmittelbarer Nähe des heutigen Rathauses. Im 14. Jahrhundert verlieren sich ihre Spuren. Im Mittelalter teilten sich die Grafen von Oettingen und die Herren von Hochaltingen die Dorfherrschaft.

### Bis zur Gemeindegründung
Fremdingen gehörte zum Fürstentum Oettingen-Spielberg. Mit der Rheinbundakte 1806 kam der Ort zum Königreich Bayern. 1818 wurde mit dem Zweiten Gemeindeedikt die Ruralgemeinde Fremdingen gebildet mit folgenden Ortsteilen:
- Bühlingen (81 E.)
- Fremdingen (421 E.)
- Grünhof (9 E.)
- Oppersberg (17 E.)
- Raustetten (34 E.)
- Uttenstetten (10 E.)

Vor 1875 kam Enslingen dazu.

### Gebietsreform der 1970er Jahre
Der Landkreis Nördlingen, dem Fremdingen vor der Gebietsreform angehörte, wurde am 1. Juli 1972 aufgelöst; die Gemeinde kam zum neu gebildeten Landkreis Nördlingen-Donauwörth, der ab 1. Mai 1973 in Landkreis Donau-Ries umbenannt wurde.
Am 1. Mai 1978 wurden die Gemeinden Fremdingen (mit Bühlingen, Enslingen, Grünhof, Oppersberg, Raustetten und Uttenstetten), Hausen, Herblingen (mit der Nonnenbergmühle), Hochaltingen, Schopflohe sowie Seglohe (mit Eitersberg und Hochstadt) zur neuen Gemeinde Fremdingen zusammengeschlossen. Der Weiler Bosacker, bisher Gemeindeteil von Schopflohe, wurde am 1. Mai 1978 in die Marktgemeinde Weiltingen und zugleich in den Landkreis Ansbach umgegliedert.

### Einwohnerentwicklung
Zwischen 1988 und 2018 sank die Einwohnerzahl von 2074 auf 2068 Einwohner bzw. um 0,3 %.
| - 1961: 2216 Einwohner - 1970: 2266 Einwohner - 1987: 2129 Einwohner - 1991: 2108 Einwohner - 1995: 2238 Einwohner | - 2000: 2198 Einwohner - 2005: 2165 Einwohner - 2010: 2077 Einwohner - 2015: 2079 Einwohner |

## Politik

### Bürgermeister
Erster Bürgermeister ist seit 1. Mai 2014 Frank Merkt (Bürgerlicher Wahlblock). Bei der Kommunalwahl 2020 wurde er mit 94,5 % der Stimmen wiedergewählt. Sein Vorgänger war Klaus Lingel (* 1949, CSU/Bürgerlicher Wahlblock), der 24 Jahre im Amt war.

### Gemeinderat
Der Gemeinderat besteht aus 14 Mitgliedern, er setzt sich in der Amtszeit vom 1. Mai 2020 bis 30. April 2026 wie folgt zusammen:
- CSU 3 Sitze
- Bürgerlicher Wahlblock Fremdingen 3 Sitze
- Bürgerblock Hochaltingen-Herblingen 3 Sitze
- Bürgerblock Hausen-Seglohe 3 Sitze
- Bürgerblock Schopflohe 2 Sitze

### Wappen
| Wappen von Fremdingen | Blasonierung: „In Gold der rot nimbierte Kopf des hl. Leonhard mit schwarzem Halskragen, umgeben von einer blauen Kette, an der unten ein blaues Schloss hängt.“ |
| Wappen von Fremdingen | Wappenbegründung: Das Gemeindewappen zeigt den hl. Leonhard und gibt damit einen Hinweis auf die am Ortsrand gelegene Kapelle, die diesem Heiligen geweiht ist. Der Chor der Kapelle stammt aus gotischer Zeit, das Schiff und der Turm mit seinem Zwiebeldach aus der Renaissance. Dieses Wappen wird seit 1959 geführt. |

Wappen der Gemeindeteile

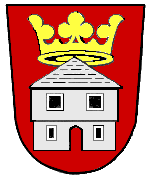
Hausen
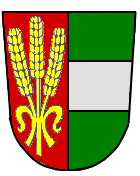
Herblingen
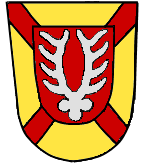
Hochaltingen
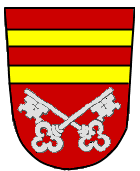
Schopflohe
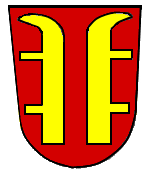
Seglohe

## Baudenkmäler

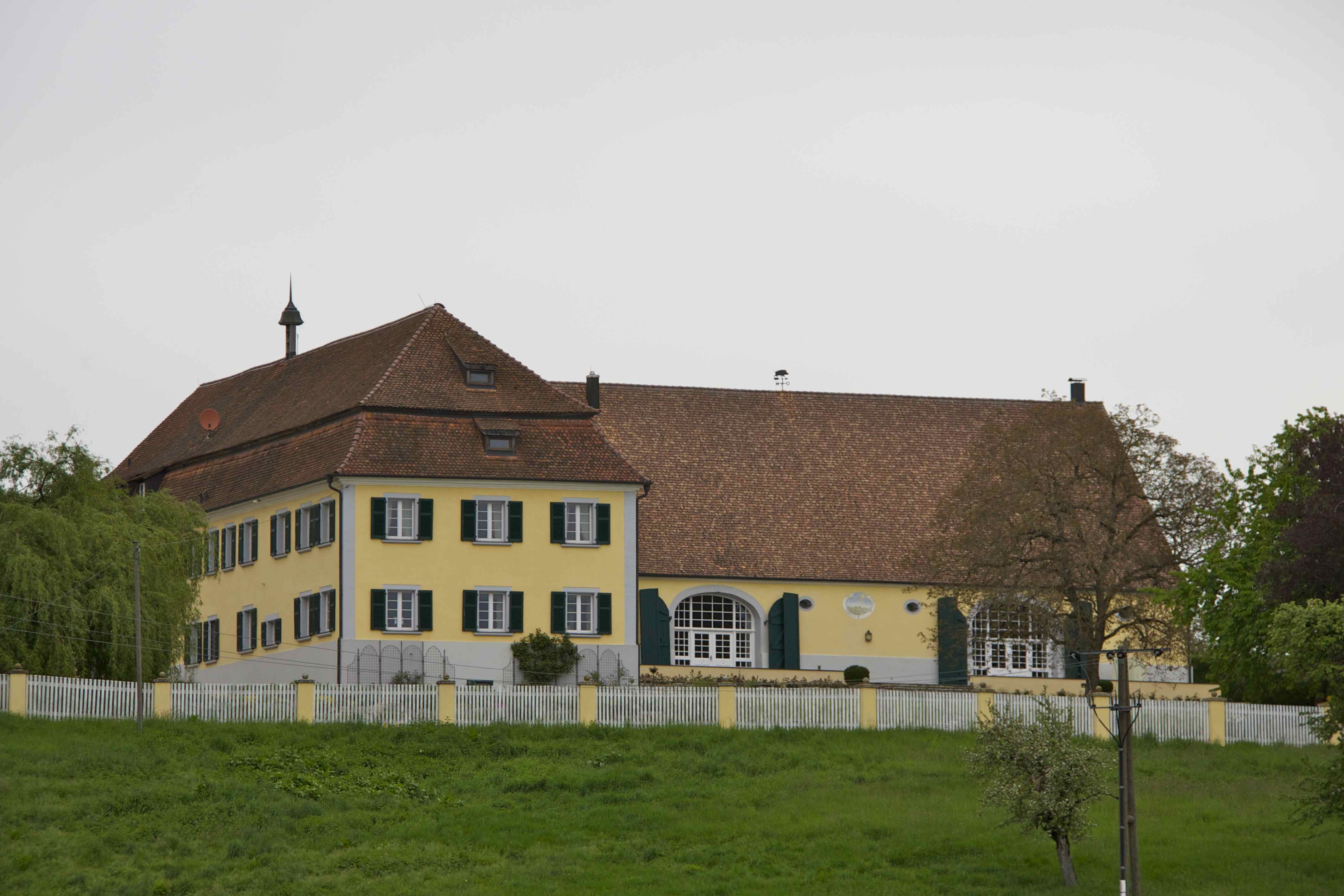
Uttenstetten

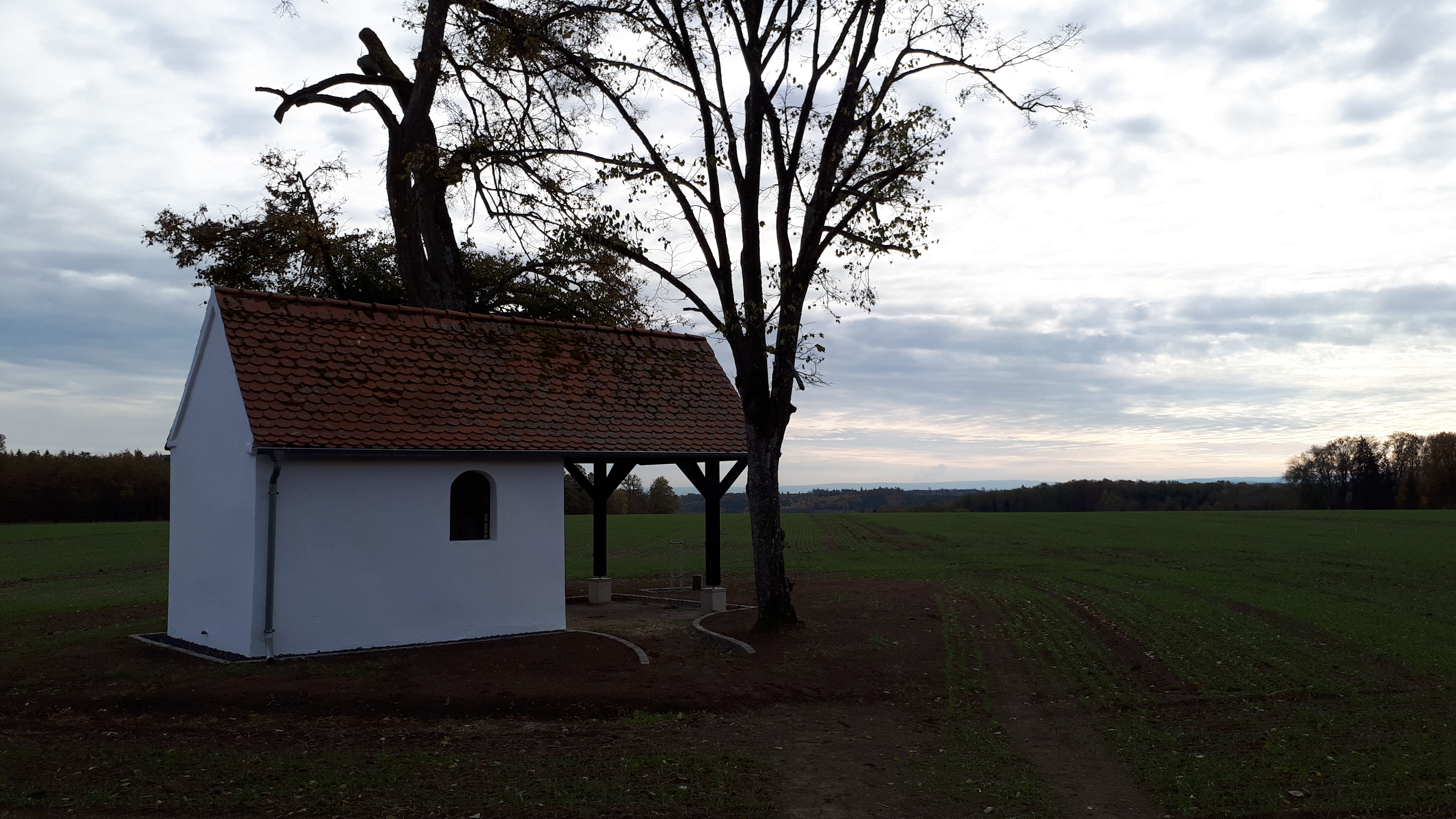
Die St. Peterskapelle bei Uttenstetten nach der Renovierung 2018

- Katholische Pfarrkirche Mariä Himmelfahrt in Hochaltingen
- Katholische Pfarrkirche St. Gallus in Fremdingen
- Katholische Filialkirche St. Michael und Laurentius in Herblingen
- St. Peterskapelle bei Uttenstetten
- St. Leonhard (Fremdingen)

## Wirtschaft und Infrastruktur
Im Jahr 2017 betrugen die Gemeindesteuereinnahmen 1.671.000 €, davon waren 419.000 € (netto) Gewerbesteuereinnahmen. Der Gemeindeanteil an der Einkommensteuer lag bei 940.000 € und der Gemeindeanteil an der Umsatzsteuer bei 67.000 €. Die Gemeinde war 2017 schuldenfrei.

### Wirtschaft einschließlich Land- und Forstwirtschaft
2017 gab es in der Gemeinde 551 sozialversicherungspflichtige Arbeitsplätze. Von der Wohnbevölkerung standen 883 Personen in einem versicherungspflichtigen Beschäftigungsverhältnis. Damit war die Zahl der Auspendler um 332 Personen größer als die der Einpendler. 16 Einwohner waren arbeitslos. 2016 gab es 77 landwirtschaftliche Betriebe, die insgesamt 1744 ha Fläche bewirtschafteten.
Die Zahl der Gästeübernachtungen im Jahr 2017 betrug 15.636; es gab vier Beherbergungsbetriebe.

### Verkehr
Die Bundesstraße 25 führt durch die Gemeinde und westlich an Fremdingen vorbei. Von dieser zweigt die Staatsstraße 2214 Richtung Oettingen ab.
Der Bahnhof Fremdingen sowie der ehemalige Haltepunkt Bühlingen im gleichnamigen Gemeindeteil liegen an der Bahnstrecke Nördlingen–Dombühl. Hier finden saisonal im Sommer Sonderfahrten des Bayerischen Eisenbahnmuseums statt.

### Bildung
Es gibt folgende Einrichtungen:
- Kindertagesstätte mit 100 Plätzen und 98 betreuten Kindern, davon 19 unter drei Jahren (Stand 1. März 2018) und
- Grundschule Fremdingen mit sechs Lehrern und 86 Schülern[8]

## Persönlichkeiten
- Conrad Laib (* um 1405 in Enslingen; † nach 1457), Maler, Leiter einer bedeutenden Werkstatt der Ars Nova in Salzburg